# Marzenie (powieść)
Marzenie (fr. Le rêve) – szesnasty tom cyklu Rougon-Macquartowie, wydany w 1888, poświęcony losom Angeliki Rougon, nieślubnej córki Sydonii Rougon, wychowywanej przez przybranych rodziców w Beaumont.

## Okoliczności powstania utworu
Zola w 1887 wyraził chęć napisania książki, jakiej nikt się po nim nie spodziewał - wprowadzenia do cyklu Rougon-Macquartowie elementu metafizyki i nadprzyrodzoności. Częściową inspiracją dla niego był również słynny niegdyś romans Paweł i Wirginia. Pisarz początkowo planował napisać powieść o romansie pomiędzy młodą dziewczyną a naukowcem po czterdziestce, z którego to planu ostatecznie zrezygnował (zostanie wykorzystany w powieści Doktor Pascal), by skupić się całkowicie na opisie uczuć oraz podjąć próbę racjonalnego wytłumaczenia zjawiska uniesień religijnych.

## Treść
Bohaterka utworu jako dziewięcioletnie dziecko zostaje przygarnięta przez rodzinę szyjącą szaty liturgiczne dla katedry w Beaumont. Dziewczynka dorasta, czytając żywoty świętych, przede wszystkim Złotą legendę, i aktywnie biorąc udział w życiu religijnym. Jej jedynym marzeniem staje się wielka miłość do pięknego księcia, życie w czystości, a następnie szczęście w raju.
Jej marzenie spełnia się, gdy poznaje Felicjana d'Hautecœur, ostatniego ze starej, rycerskiej rodziny. Mimo początkowych trudności (dziewczyna jest za biedna, by zostać żoną Felicjana), przekonuje do siebie jego rodzinę swoją czystością i niewinnością. Jednak przy wyjściu z kościoła, gdy po raz pierwszy całuje ukochanego, umiera z nadmiaru szczęścia.

## Znaczenie powieści w cyklu
Historia Angeliki miała być w pierwszej kolejności dowodem na to, że zmiana warunków środowiskowych może przezwyciężyć destrukcyjny wpływ dziedziczenia. Angelika, która nigdy nawet nie nosiła oficjalnie nazwiska Rougon, jest całkowitym zaprzeczeniem swojej matki Sydonii, lichwiarki i właścicielki domu publicznego, gdyż nigdy nie miała świadomego kontaktu ze swoją prawdziwą rodziną i wychowywana była w zupełnie innym klimacie. Niemniej i u niej uwidacznia się dziedziczona choroba psychiczna w postaci obsesji na punkcie własnej czystości i świętości. Jej zagadkowa śmierć odbiera utworowi cechy powieści naturalistycznej i paradoksalnie przyczyniła się do tego, że zyskała jedne z lepszych recenzji z powieści cyklu, lecz nigdy nie przyjęła się zbytnio wśród miłośników twórczości pisarza. Zarzucano mu także, że książkę całkowicie inną niż pozostałe utwory cyklu napisał specjalnie po to, by zostać przyjętym do Akademii Francuskiej, znanej z konserwatyzmu. Zarzut ten upadł jednak, gdy Zola ubiegał się o ten zaszczyt dopiero rok później, gdy jego wizytówką była już kolejna powieść - stricte naturalistyczna Bestia ludzka. W rzeczywistości podstawową funkcją Marzenia było chwilowe rozwianie przytłaczającego klimatu cyklu, by nie następowały po sobie dwie tak mocne w wyrazie powieści, jak Ziemia i Bestia ludzka. Jest też możliwe, że osobiste doświadczenia Zoli (początek szczęśliwego romansu z Jeanne Rozerot) skłoniły go do napisania czegoś „lżejszego”.

## Recepcja
Wbrew oczekiwaniom autora, Marzenie zebrało kiepskie recenzje. Większość krytyków zdziwiła się tak nagłą zmianą tonu u pisarza, który dotąd szokował publiczność brutalnością swoich utworów, i uznała, że sprzeniewierzył się on swojemu talentowi. Anatole France na łamach Le Temps określił książkę jako nienaturalną. Dopiero późniejsi krytycy zaczęli postrzegać dzieło jako wyraz swoistej ewolucji autora i zarazem zapowiedź głębszej refleksji religijnej w trylogii Trzy miasta (a zwłaszcza rozszerzenia analizy religijnego mistycyzmu w utworze Lourdes).